# Riparia
Pour les articles homonymes, voir Riparia (homonymie).
Genre
Riparia est un genre de passereaux, de la famille des Hirundinidés. Il comprend six espèces d'hirondelles, dont notamment l'Hirondelle de rivage.

## Liste des espèces
D'après la classification de référence (version 14.2, 2024) du Congrès ornithologique international (ordre phylogénique) :
- Riparia chinensis (J.E. Gray, 1830) – Hirondelle à gorge grise
- Riparia congica (Reichenow, 1887) – Hirondelle du Congo
- Riparia cowani (Sharpe, 1882) – Hirondelle de Madagascar
- Riparia diluta (Sharpe Wyatt, 1893) – Hirondelle pâle
- Riparia paludicola (Vieillot, 1817) – Hirondelle paludicole
- Riparia riparia (Linnaeus, 1758) – Hirondelle de rivage